# Ермес Паломино
Ермес Мануел Паломино Фаринес (роден на 4 март 1988 г. в Каракас), наричан още Пантерата, е венецуелски професионален футболист, нападател. От лятото на 2011 г. е състезател на Черно море (Варна).

## Кариера
Паломино започва професионалната си кариера през 2007 г. в Трухиланос. След това играе за Карабобо, Гуарос де Лара и Минервен, преди да бъде привлечен в Арагуа през 2009 г. През сезон 2010–11 взема участие в 30 мача от Венецуелската Примера Дивисион, в които отбелязва 7 гола и записва на сметката си 6 асистенции.
След 4 години в родината си Венецуела, на 6 юли 2011 г. Паломино подписва тригодишен договор с българския Черно море (Варна). Неофициалният му дебют за „моряците“ е 5 дни по-рано, в контрола с шампиона на Молдова Дачия (Кишинев), в която Пантерата вкарва един от головете за крайното 2:2.